# OW Близнецов
OW Близнецов (лат. OW Geminorum, HD 258878) — двойная затменная переменная звезда типа Алголя (EA) в созвездии Близнецов на расстоянии (вычисленном из значения параллакса) приблизительно 6 877 световых лет (около 2 108 парсек) от Солнца. Видимая звёздная величина звезды — от +10,9m до +9m. Орбитальный период — около 1258,7 суток (3,446 года).
Открыта Даниэлем Кайзером в 1988 году**.

## Характеристики
Первый компонент — жёлто-белая звезда спектрального класса F2Ib-II**, или F2II, или F2. Масса — около 5,8 солнечных, радиус — около 30,1 солнечных, светимость — около 2100 солнечных. Эффективная температура — около 7100 К*.
Второй компонент — жёлтый яркий гигант спектрального класса G8IIb**. Масса — около 3,9 солнечных, радиус — около 31,7 солнечных, светимость — около 500 солнечных. Эффективная температура — около 4917 К*.